# Правило Трутона
Правило Трутона: молярная энтропия испарения разных веществ при нормальной температуре кипения является постоянной величиной и равняется константе Трутона:
{\displaystyle \Delta S_{\mathsf {v}}={\frac {\Delta H_{\mathsf {v}}}{T_{\mathsf {v}}}}=K_{\text{Trouton}},}
{\displaystyle K_{\text{Trouton}}\approx 87{-}88} Дж/(моль·К).
В несколько иной формулировке правило Трутона позволяет оценить энтальпию испарения в точке кипения:
{\displaystyle \Delta H_{\mathsf {v}}=88T_{\mathsf {v}}.}
Для неполярных и слабо полярных соединений ошибка такого расчёта составляет ±5 %. Для соединений с умеренной полярностью точность уменьшается в 2 раза, для сильнополярных веществ — в 3 раза, то есть правило Трутона ограниченно применимо для веществ с заметной полярностью. Отметим, что в литературе предложено много полуэмпирических формул, связывающих энтальпию или энтропию испарения с нормальной температурой кипения, но во многих случаях они практически не повышают точность оценки этих величин по сравнению с правилом Трутона, в то же время в той или иной степени усложняя расчёт. Более универсальные и точные методы оценки энтальпии испарения обычно требуют дополнительных данных (критические параметры вещества, молярный объём в точке кипения и т. п.).
Отметим, что обобщение правила Трутона в виде
{\displaystyle {\frac {\Delta H_{\mathsf {v}}}{T_{\mathsf {v}}}}=K}
применяется для расчёта теплоты испарения методом термодинамического подобия, когда значение K вычисляется по свойствам эталона — вещества, однотипного с исследуемым и выбираемого по определённым критериям. Границы применимости правила при этом существенно расширяются.